# Shinjuku Gyoen
Shinjuku Gyoen-parken (japanska: 新宿御苑, Shinjuku Gyoen?), Shinjuku Gyoen nationalträdgård, är en stor park i Tokyo. Gränsen mellan stadsdelskommunerna Shinjuku och Shibuya går genom parken, som har flera trädgårdsanläggningar och numera administreras av Japans miljödepartement.

## Historia
Shinjuku Gyoen-parken tillhörde ursprungligen Naitō-släktens (daimyo) domäner. Shogunatet överlät området till släkten, som 1772 färdigställde en trädgård här. Efter Meijirestaurationen omvandlades godset och dess marker till en anläggning för odlingsexperiment. Därefter användes den som en botanisk trädgård, innan den 1879 gavs rollen som kunglig trädgård. Parkens har sin nuvarande utformning sedan 1906. Det mesta av trädgårdsanläggningen förstördes efter flygbombningar under andra världskriget, varefter parken återställdes i sitt tidigare skick.
1947 överläts parken till Japans hälsodepartement. 21 maj 1949 öppnades parken för allmänheten, som nationalparken Shinjukus kejserliga trädgårdar. 2001 övergick den till det statliga miljödepartementet, under namnet Shinjuku Gyoen nationalträdgård (engelska: Shinjuku Gyoen National Garden).

## Beskrivning
Parken är 58,3 hektar stor, med en omkrets på 3,5 km. Den innehåller tre typer av trädgårdskonst. Den franska barockträdgården ligger längst i öster, och en engelsk trädgård ligger strax nordväst om denna. En japansk trädgård är placerad strax söder om mitten av parken, mitt bland några av de små, sammanbundna sjöar som löper genom parken från sydöst till nordväst. Vattendraget som binder samman sjöarna fungerar till stor del som gränslinje mellan innerstadskommunerna Shinjuku (i norr) och Shibuya (i söder), vilka idag delar på parken. I den västra delen av parken finns ett traditionellt japanskt tehus.

En karta över parken. Norr är nedåt.

Shinjuku Gyoen är flitigt använd för sammankomster i samband med hanami och sakura, och i samband med vårens körsbärsblomning samlas stora folkskaror i parken. Parken är en av de stora grönområdena mitt i centrala Tokyo; någon kilometer åt sydväst finns den stora Yoyogiparken och ett par kilometer åt sydöst Asakasa Gyoen. Parken omges på alla sidor av höghusdistrikt, och direkt väster om parken står sedan färdigställandet år 2000 NTT Docomo Yoyogi-tornet, som med sina 240 meter idag är Tokyos tredje högsta byggnad. Parken

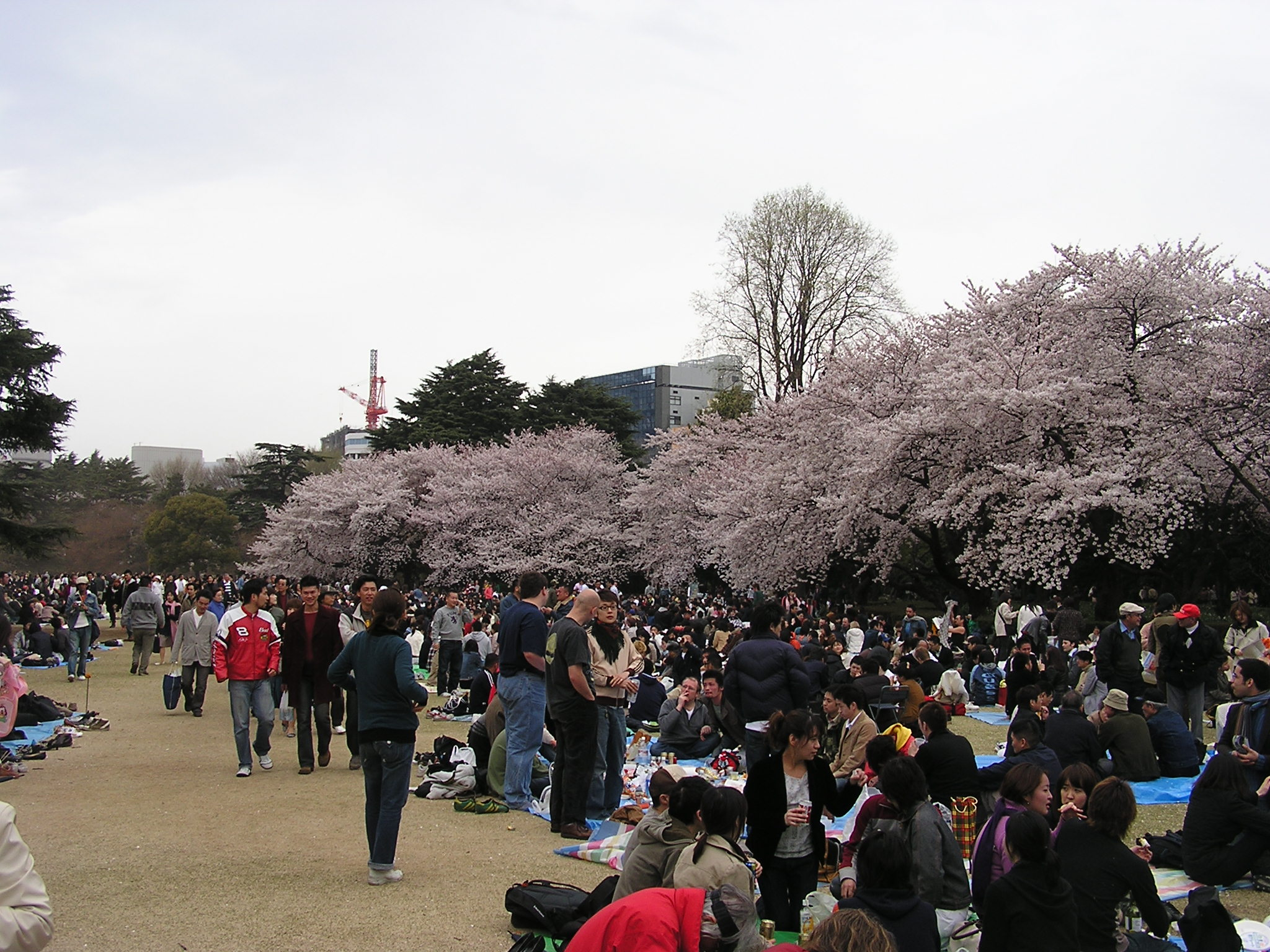
Hanami-firande i parken, i samband med körsbärsträdens blomning.

### Flora
Det finns över 20 000 träd i parken, inklusive cirka 1 500 exemplar av japanskt körsbär. Körsbärsträden är av olika varieteter, där shidare blommar i slutet av mars, somei i början av april kanzan i slutet av april. Här finns också stora himalayacedrar, tulpanträd, cypresser och plataner.
Hortikulturell verksamhet har pågått i parkens växthus sedan 1892. I dagens växthus, som byggdes på 1950-talet, finns ständigt 1 700 tropiska och subtropiska växter för allmän visning.

## Entréer och inträde
Parken har entré på tre ställen – Shinjukuporten (i nordväst), Okidoporten (i nordöst) och Sendagayaporten (i söder). Shinjuku Gyoen är öppen från 9:00 till 16:30. Måndagar är parken stängd, utom under blomningstiden för körsbärsträden (slutet av mars till slutet av april) och krysantemum (början av november). Det är inträdesavgift till parken, vilket är 200 yen för vuxna och 50 yen för barn.

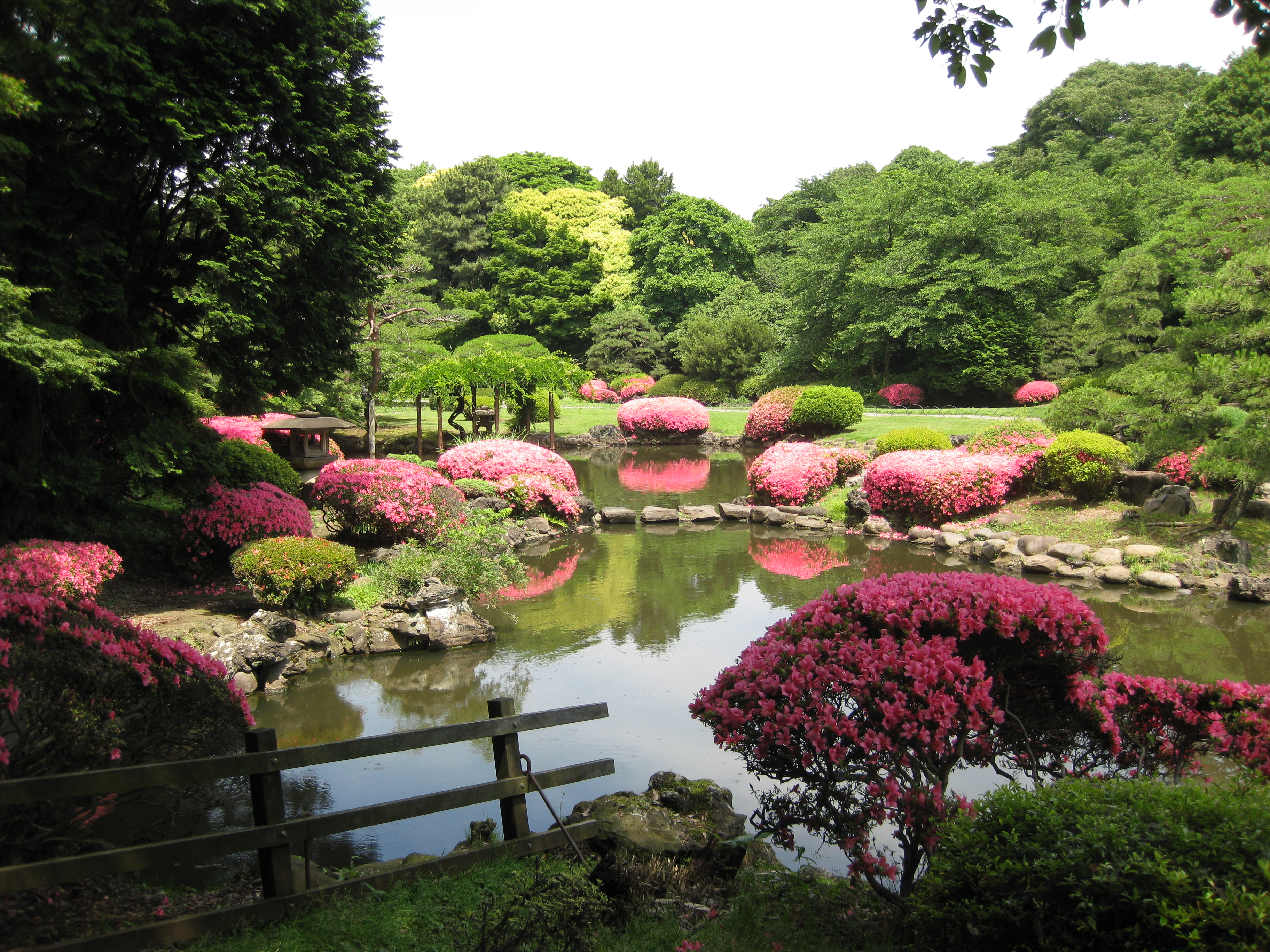
Den animerade filmen Kotonoha no niwa från 2013 utspelas till stora delar i Shinjuku Gyoen-parken.

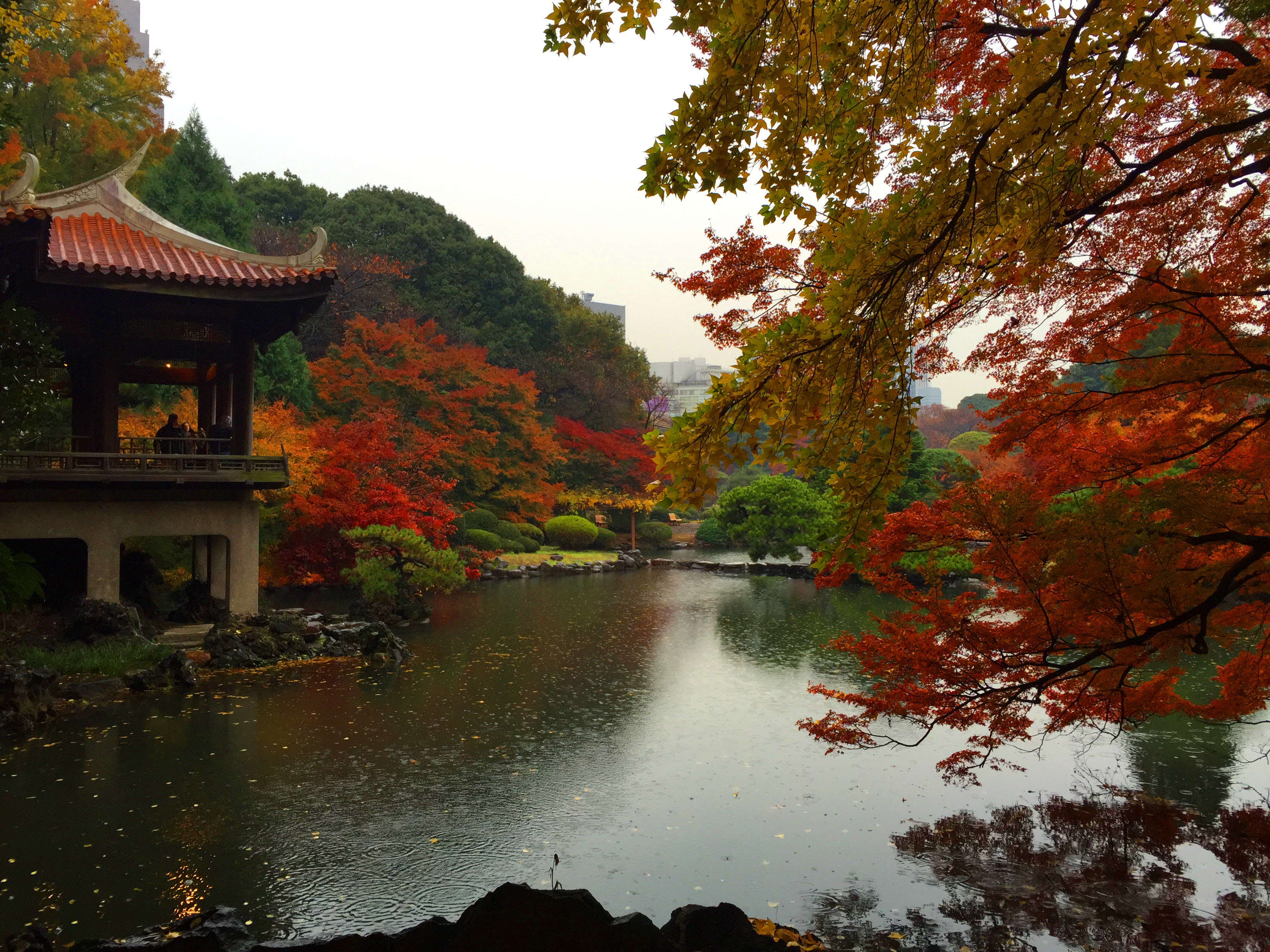
Autumn

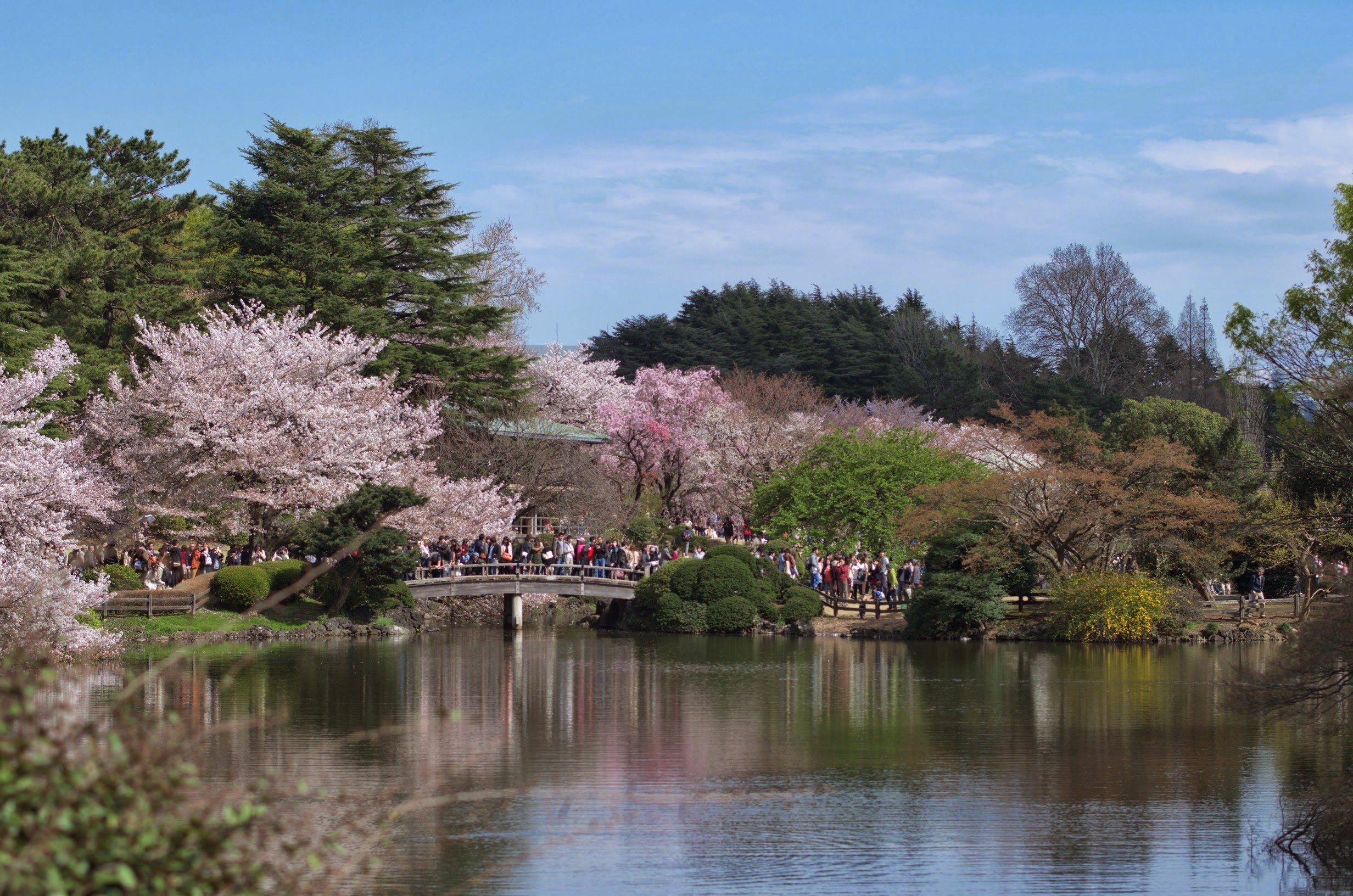
bro

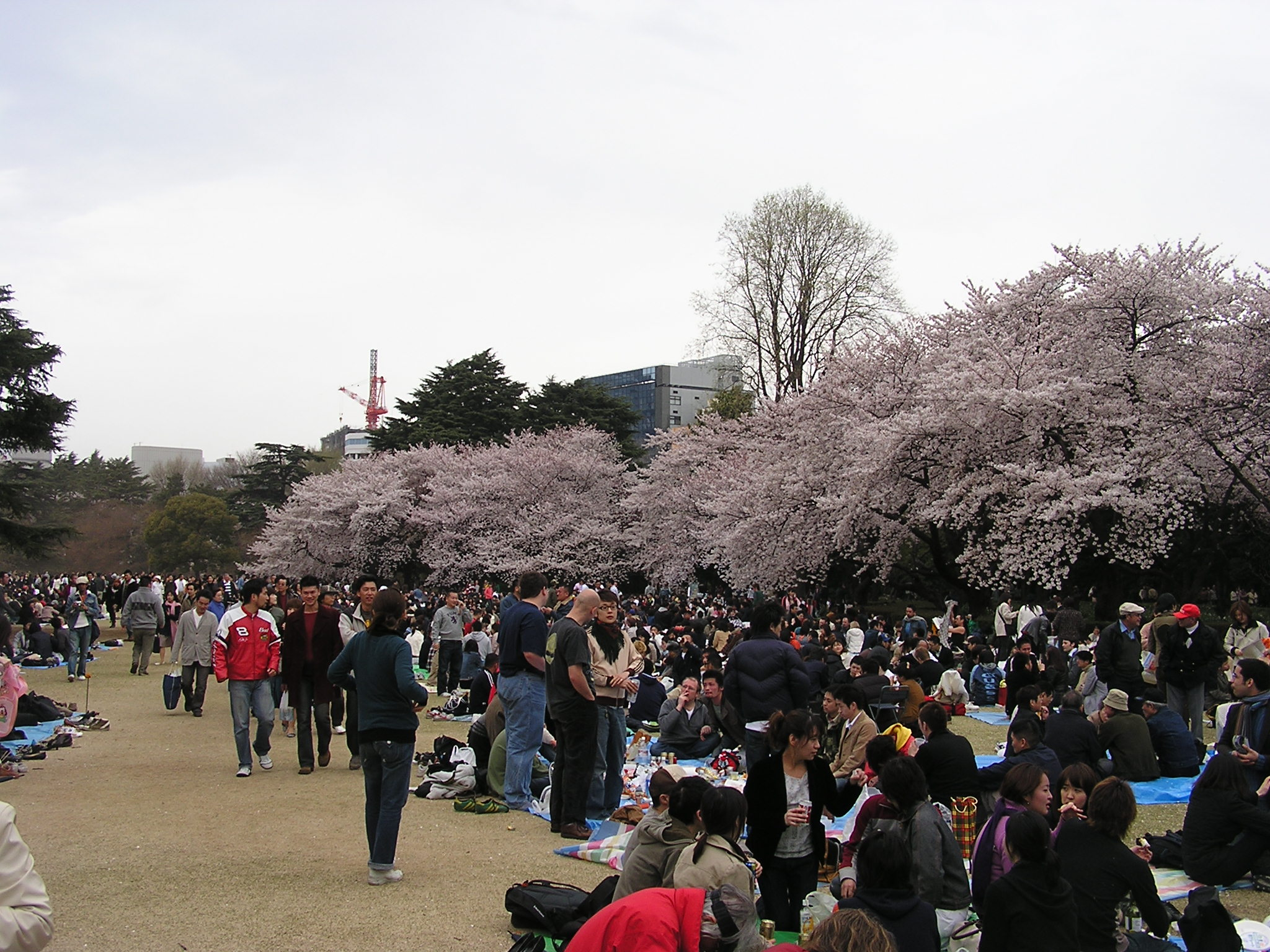
Hanami

## Shinjuku Gyoen på film
Parken har inspirerat till scener i flera japanska filmer. En av paviljongerna söder om en av de mittersta småsjöarna i Shinjuku Gyoen är central spelplats i den animerade filmen Kotonoha no niwa.